# Sassukvere
Sassukvere – wieś w Estonii, w prowincji Jõgeva, w gminie Pala.